# Östervålamordet
Östervålamordet var ett rånmord begånget 12 februari 1896 på klockaren och postmästaren i Östervåla, Johan Åkerlund i Åby kyrkby. Åkerlund var född 15 september 1829.
Johan Åkerlund var på kvällen i färd med att sortera dagens värdeförsändelser i postkontoret, beläget som flygelbyggnad till klockarbostaden, då han mördades med en yxa tillhörig Åby byskola. Mördaren kom över omkring tvåhundra kronor och flydde efter brottet förbi skolan, under det att han kastade postkontorsnyckeln ned på isen på den frusna Åbyån där den senare påträffades av en skolgosse. Han lämnade därefter mordvapnet i en vedstapel vid skollärare Petrus Blombergs vedbod.
Kort efter mordet anhölls hästbytaren och trådarbetaren Erik "Börstil" Eriksson från Lagbovreten inte långt från Åby. Eriksson var känd för ett oregerligt liv och fylleri. Hans partner Greta låg i barnsäng samma kväll, och Eriksson hade gett sig ut för att få tag på en barnmorska. Eriksson var fattig och hade samma dag pantsatt sin klocka för att få pengar till mat, vagnshyra och barnmorska.
Några bevis kunde dock aldrig framläggas och Eriksson frigavs 3 mars 1897 efter att ha suttit häktad över ett år. Hans barn hade under tiden avlidit, och familjen tvingats gå från sitt hus. Han ålades av hovrätten att själv betala sina vittnens ersättning, och den friande domen innehöll formuleringar som inte helt friade Eriksson. Folkopinionen hade dock med tiden svängt, och ortsborna gjorde en insamling så att Eriksson kunde betala rättegångskostnaderna. Eriksson återupptog sitt arbete som handlare och ståltrådsarbetare, slutade supa och gifte sig.
I stället kom misstankarna att rikta sig mot folkskolläraren Petrus Blomberg. Yxan, som tillhörde skolan, hade påträffats bakom hans hus, och rykten gjorde gällande att Åkerlund skulle ha haft en affär med Blombergs hustru. Åklagaren, länsman Bror A. Gråberg, lyckades övertala änkan Amalia Katarina Åkerlund (1832-1904) om att nya undersökningar behövdes, och Blombergs fiender lyckades få länsmannen i Knutby, Carl Fredrik Köhler, att övertala henne om att skriva en ansökan om ny utredning. Fru Åkerlund avled dock 1904, innan utredningen hann påbörjas. Johan Åkerlund begravdes på Östervåla kyrkogård, där frun åtta år senare begravdes tillsammans med maken och den tidigare begravda dottern Ulrika Åkerlund.
Undersökningarna ledde till att Blomberg greps 19 mars 1904 och senare på kvällen även hans hustru, som dock släpptes dagen därpå. Bevisningen var dock svag, och 16 april 1904 släpptes Blomberg efter två dagars inledande förhör. Först 28 november 1904 avkunnades den friande domen. Åkerlunds dödsbo dömdes att betala staten för dess kostnader med 8 000 kronor. Blomberg kom att ha fortsatt förtroende i bygden som klockare, postmästare och kommunalman till dess han som pensionär 1924 flyttade tillbaka till sin hemtrakt byn Berg i Torsåker.
1926 kom dock en luffare och före detta artillerist Karl Karlgren-Bäck, 68 år gammal, att dyka upp i Kolbäck och begära att på grund av sin ålder få bli intagen på ålderdomshem, och han placerades på ålderdomshemmet i Norberg. En dag efter att han attackerat och knivskurit en av de andra åldringarna, erkände Karlgren-Bäck för Ossian Gråberg, son till åklagaren Bror A. Gråberg, att det var han som begått mordet i Östervåla. Han fördes till Västerås fängelse där han upprepade sin bekännelse två gånger för att sedan tre dagar efter första förhören ta tillbaka sin bekännelse. Efter vallning på mordplatsen i Östervåla 9 februari 1927 erkände han dock på nytt mordet. På grund av en ny lag om preskription av grövre brott 1926 kom dock Karlgren-Bäck aldrig att åtalas för mordet. För knivskärningen på ålderdomshemmet dömdes han till att intas på Sundby mentalsjukhus i Strängnäs, där han avled i mars 1928. Kort före sin död erkände han för en sjuksköterska på nytt mordet i Östervåla.
Mordfallet har bland annat behandlats i dokumentärromanen Klockorna i Östervåla av Eliel Löfgren, sedermera justitieminister, som vid tidpunkten för utredningen satt ting i rätten som fascinerades av hur bevisningen försvårades av att de klockor som vittnesutsagorna hängde på gick på i olika grad fel tid. Mordet har även behandlats i Mordkommissionen del I, 1963.